# 京剧猫之乘风破浪
《京剧猫之乘风破浪》（英語：Jing-Ju Cats 3、Beijing Opera Cats 3）是由中国大陆北京市璀璨星空文化发展有限公司根据绘本《京剧猫长坂坡》改编而来的一部面向中国儿童的中国传统文化动画片，动画片的角色是以猫为主，剧情以中国的国粹京剧为题。主要讲述的是星罗班在净化念宗后，继续在身宗探险的故事。目前已播映完成。

## 故事
在成功净化念宗后，星罗班一行动身加入前往身宗的征程。在前往身宗途中，它们遇到并了比以往更加艰难的困境与抉择。随着星罗班深入探索，身宗多年隐藏的秘密也逐渐浮现出来。

## 角色介绍
- 以下角色为《京剧猫之乘风破浪》所包含角色，关于京剧猫的其他角色请参阅条目2015年动画片《京剧猫》以及2017年动画片《京剧猫之信念的冒险》。[5]

### 主要角色
| 角色     | 大陆配音 | 备注 |
| 白糖     | 杨鸥     | 做宗弟子，别名为丸子，热爱生活，不轻言放弃 |
| 小青     | 王晓彤   | 身宗弟子，知識豐富、任性傲嬌、思維縝密並善良可愛 |
| 武崧     | 李正翔   | 打宗弟子，别名为臭屁精，頭腦冷靜、身手敏捷、武藝高強、自傲俊酷、獨來獨往、並具有領袖風範                                                             |
| 大飞     | 孟详龙   | 唱宗弟子，粗獷、霸氣、沉穩踏實、憨厚親切並心思細膩                                                                                                   |
| 明月     | 陈弈雯   | 高冷、細心、具有多重韵力的流浪者 |
| 小武松   | 吴思禹   | 归初状的武松 |
| 小大飞   | 沈念慈   | 归初状的大飞 |
| 小明月   | 徐思琦   | 归初状的武明月 |
| 悠狸     | 孙晔     | 一名唱宗弟子，热心善良，责任感与正义感十足 |
| 银婆婆   | 武向彤   | 唱宗金婆婆的妹妹 |
| 叽里咕噜 | 符冲     | 神出鬼沒 |
| 黯       | 张向彤   | 别名为黯，冷酷并孤独 |
| 墨邪     | 王梓     | 墨兰的哥哥，自小爱说谎和演戏。以赐福之美名将身宗城里所有的京剧猫论为他的傀儡，更利用墨兰母女三猫解开混沌兽的封印，最后被判宗和星罗班打败并被刑天收押 |
| 墨紫     | 张安琪   | 身宗宫主，为小青的姐姐。被墨邪利用修炼水无相导致性格两极变化。最终为封印混沌兽而牺牲自己，现被翠鸟所救，不知去向。                                   |
| 绒嬷嬷   | 张琪     | 墨兰的乳娘，为了解除墨邪的赐福自断右臂，十年潜伏于墨邪身边。                                                                                         |

### 其它角色
| 角色       | 大陆配音 | 备注                             |
| 郑三宝     | 许棕哲   | 富贵号的船长                     |
| 二千       | 刘以嘉   | 富贵号里面的水手                 |
| 大洋       | 马洋     | 富贵号里面的水手                 |
| 四喜丸     | 苏鑫     | 富贵号里面的水手                 |
| 虾开       | 林敏     | 富贵号里面的水手                 |
| 望景       | 秦紫翼   | 富贵号里面的水手                 |
| 沉川       | 吴迪     | 富贵号里面的水手                 |
| 曼曼       | 陈弈雯   | 富贵号里面的水手                 |
| 大毛       | 符冲     | 身宗第一教坊的师傅（管理员）     |
| 胖文       | 吴迪     | 身宗第一教坊的弟子               |
| 安琪       | 秦紫翼   | 身宗第一教坊的监察员             |
| 阿平       | 秦紫翼   | 身宗第一教坊的弟子               |
| 阿蛮       | 马洋     | 身宗第一教坊的弟子               |
| 阿呆       | 周帅     | 身宗第一教坊的弟子               |
| 阿林       | 费雪贤   | 身宗第一教坊的弟子               |
| 阿雷       | 陶栓嘉   | 身宗第一教坊的弟子               |
| 小凹       | 林敏     | 身宗第一教坊的弟子               |
| 萌萌       | 林敏     | 身宗咚呛镇的居民                 |
| 笑面书生   | 赵路     | 唱宗弟子悠狸的朋友               |
| 神算子     | 许棕哲   | 唱宗弟子悠狸的朋友               |
| 洗澡壮公猫 | 刘以嘉   |                                  |
| 茶馆老板   | 苏鑫     |                                  |
| 云忧谷主   | 贾邱     |                                  |
| 白童子     | 秦紫翼   | 别名为吉祥                       |
| 黑童子     | 张琪     | 别名为如意                       |
| 刑天       | 苏鑫     | 判宗三大判官之一，性格忠厚老实   |
| 烛龙       | 刘垚     | 判宗三大判官之一，性格自大臭美   |
| 句芒       | 张琦     | 判宗三大判官之一，性格心浮气躁   |
| 无心一清   |          | 督宗四大猫捕之一                 |
| 冷血二娘   |          | 督宗四大猫捕之一                 |
| 铁爪五能   | 许棕哲   | 督宗四大猫捕之一                 |
| 阴摩罗     | 袁国庆   |                                  |
| 灵钻       | 王肖兵   | 黯的手下，主司修复魔化猫的法器   |
| 幻夜       | 张安琪   | 黯的手下，拥有伪装成其他猫的能力 |
| 欢欢       | 洪海天   | 幻夜的女儿                       |
| 青龙       | 赵路     | 居住于云忧谷                     |
| 白虎       | 刘以嘉   | 居住于云忧谷                     |
| 朱雀       | 吴迪     | 居住于云忧谷                     |
| 玄武       | 刘北辰   | 居住于云忧谷                     |
| 墨提       | 吴迪     | 身宗宗主墨兰的师傅               |
| 墨问       | 袁国庆   | 身宗宗主墨兰的师傅               |
| 墨听       | 王肖兵   | 身宗宗主墨兰的师傅               |
| 路奇       | 孙晔     |                                  |
| 风浮生     | 马洋     | 风花雪月四护卫成员之一           |
| 花落雨     | 吴迪     | 风花雪月四护卫成员之一           |
| 雪沧原     | 刘北辰   | 风花雪月四护卫成员之一           |
| 月澹台     | 赵路     | 风花雪月四护卫成员之一           |
| 双胞胎     | 吴迪     | 月澹台身旁的两位跟班             |

### 十二宗派
- 以下角色为《京剧猫之乘风破浪》所包含宗派，关于京剧猫的其他角色请参阅条目2015年动画片《京剧猫》。

| 宗派 | 宗主 | 来源 | 大陆配音 | 备注                                                       |
| 身宗 | 墨兰 | 腰部 | 周帅     | 以身法見長，能以物化水，擅長將優美的舞蹈化为招式，以柔克剛 |
| 唱宗 |      | 咽喉 |          | 均以聲音作為武器，能夠發出巨大的聲波                       |
| 判宗 | 无情 | 额心 | 孙晔     | 執行貓土律法的宗派，判定善恶，对违规者予以懲處             |
| 督宗 |      | 额心 |          | 主管督查，监督、制约强大的京剧猫，避免其借韵力为非作歹     |

## 音乐

### 主题曲

#### 《京剧猫》
- 音乐：阿鲲音乐工作室
- 编曲：刘小博
- 作词：何其玲
- 作曲：阿鲲
- 演唱：胡莎莎、曹洋、周品
- 混音：王鹏
- 录音：曹洋（C-Voice Studio）

### 插曲

#### 《小鱼干》
- 作词：许刚
- 作曲：阿鲲、胡莎莎
- 演唱：胡莎莎
- 编曲：王强
- 和音编写与配唱：胡莎莎
- 人声录音师：张宪华（S.A.G）

#### 《飘荡》
- 作词：许刚、青修
- 作曲：阿鲲、胡莎莎
- 演唱：胡莎莎
- 编曲：欧阳尹路
- 和音编写与配唱：胡莎莎
- 人声录音师：张宪华（S.A.G）

## 制作团队
- 角色设定：刘乐、孙天鸽、魏莱、赵迦得、李宏明、杨亚平、陈奕颀
- 原作：熊亮（“京剧猫”概念创始人）
- 编剧：〔羊圈剧本工坊 京剧猫编剧组〕郝静伟、马欢乐、王执杰、秦文懦、袁歪歪  〔北京璀璨星空文化发展有限公司〕谢筱禹
- 制片助理：刘铮、闫辰、韩心迪
- 原画：张嘉杰、苏啸尘、满世琪、高振鹏、傅志鹏、乔志刚、冯玮、陈芮、董润良、刘一帆、金美延
- 动画技术支持：施阳、汪聪、黄瑜
- 开场插画设计：刘乐
- 开场插画绘制：刘乐、李宏明、孙天鸽、赵迦得、杨亚平
- 片尾水墨：刘乐
- 片尾插画：刘乐、李宏明、孙天鸽、赵迦得、杨亚平
- 动画协力：〔北京柠檬阳光文化艺术传播有限公司〕负责人 宋光国 〔安丘林群文化传媒工作室〕负责人 金永哲 〔延吉市万花美文化传媒有限公司〕负责人 沈在方
- 动画检查：苏啸尘、傅志鹏、张嘉杰、满世琪、高振鹏、孙天鸽、乔志刚
- 场景组长：陈亚南、葛苏瑶
- 场景设计：马超、葛苏瑶、刘洁、刘想
- 场景美术：马超、葛苏瑶、陈亚南、潘东尧、付翔宇、杨颖、冀建东、张盼、马富宽、张秀丹、张学富、刘洁、王子松、赵光灵、闵艳楠
- 3D场景协力：陈业南、张磊、刘想、李少阳、仲冬梅、祁艳霞
- 道具：杨颖、仲冬梅、张秀丹、闵艳楠
- 场景制作协力：〔长治市龙德文化传媒有限公司〕窦晶、龙澎
- 合成组长：蒋中民、赵宏、阮池阳、郑权
- 合成特效：贾如卿、赵宏、蒋中民、王焱、冯超、李振、阮池阳、郑权、薛天赐、从承慧、李建克、张燚辉、李丹娜
- 后期制作协力：〔吉林小妖鲸动画设计有限公司〕张涛、张倩、高鑫、张英、徐英超
- 字幕制作：蒋中民、李建克、张燚辉
- 字幕校对：王博雍、刘铮、闫辰、韩心迪、赵红莉
- 执行制片人助理：赵红莉
- 配音导演：武向彤
- 对白收音&音效&混音：意妍堂
- 音乐总监：阿鲲
- 音乐编辑：刘宗允
- 阿鲲助理：白格屾
- 音乐制作：〔阿鲲音乐工作室〕阿鲲、王强
- 音乐协调：张小明、邱运冰、唐怡
- 频道支持：过蕾、刘亚迪、孙诗颖、陆丹、王叶
- 运营支持：张梓童、吕颖慧、张洁、侯佳洁、王玙璠、郑淑心、叶娇、杨茜、陈悦非、刘文婷、张笑佳、侯雪雷、纪心叶、李自琴、李阳
- 财务支持：孙文戬、杨勤、谢艺琳、陈睿英
- 法务支持：朱玉子、贾青青、李雅朋、王广华
- 宣传支持：余倩、张晨、杜文倩、张安婧、张洁、李博、陆阳、吴冰玉、白金琪、杜筱婕、李咏梅、汪宇、李依依、贺霄、王丽艳、张昕、孟艳丽
- 营销支持：胡刘程、金岩、王菡、严筝
- 产品技术支持：徐昊、洛林
- 出品：北京璀璨星空文化发展有限公司

※仅摘录部分剧集

## 剧集列表
以下剧集列表仅供参考,如有变更,请以实际剧集列表为准。
| 集数 | 中文標題             | 角色 | 区域               | 编剧                 | 分镜                           | 首播日期   |
| ---- | -------------------- | --- | ------------------ | -------------------- | ------------------------------ | ---------- |
| 01   | 暴雨迷途！           | 白糖、小青、武崧、大飞、明月、郑三宝、二千、大洋、四喜丸、虾开、望景、沉州                                                             | 身宗外围           | 许刚、马欢乐、王执杰 | 许刚                           | 2018-07-09 |
| 02   | 现身！威武的船长     | 白糖、小青、武崧、大飞、明月、郑三宝、二千、大洋、四喜丸、虾开、望景、沉州                                                             | 身宗外围           | 郝静伟、马欢乐       | 王亚赛                         | 2018-07-09 |
| 03   | 海潮孤灯！           | 白糖、小青、武崧、大飞、明月、郑三宝、二千、大洋、四喜丸、虾开、望景、沉州                                                             | 身宗外围           | 郝静伟、王执杰       | 闵涛、陈芮                     | 2018-07-10 |
| 04   | 展翅！云帆破浪       | 白糖、小青、武崧、大飞、明月、郑三宝、二千、大洋、四喜丸、虾开、望景、沉州                                                             | 身宗外围           | 郝静伟、马欢乐       | 付焱                           | 2018-07-10 |
| 05   | 扑朔迷离！           | 白糖、小青、武崧、大飞、明月、大毛、胖文、安琪、阿蛮                                                                                   | 身宗教馆           | 王执杰、秦文懦       | 邓岁星                         | 2018-07-11 |
| 06   | 窥探！深渊彼端       | 白糖、小青、武崧、大飞、明月、大毛、胖文、安琪、阿蛮、阿呆、阿林、阿雷、小凹                                                           | 身宗教馆           | 马欢乐、袁歪歪       | 曲星历                         | 2018-07-11 |
| 07   | 请君入瓮！           | 白糖、小青、武崧、大飞、明月、大毛、胖文、安琪、阿蛮、阿呆、阿林、阿雷、小凹、胖文爸、唐明                                             | 身宗教馆           | 马欢乐、秦文懦       | 李亮                           | 2018-07-12 |
| 08   | 执若顽石！           | 白糖、小青、武崧、大飞、明月、大毛、胖文、安琪、阿蛮、阿呆、阿林、阿雷、小凹                                                           | 身宗教馆           | 王执杰、袁歪歪       | 王亚赛                         | 2018-07-12 |
| 09   | 内心的桎梏！         | 白糖、小青、曼曼、大毛、童年时期的大毛、胖文、安琪、阿平、阿蛮、阿呆、阿林、阿雷、小凹                                                 | 身宗教馆           | 王执杰               | 邓岁星                         | 2018-07-13 |
| 10   | 海上归初！           | 白糖、小青、幼儿时期的武崧、幼儿时期的大飞、幼儿时期的明月、曼曼、大毛、童年时期的大毛、胖文、安琪、阿平、阿蛮、阿呆、阿林、阿雷、小凹 | 身宗教馆           | 秦文懦               | 王春婷                         | 2018-07-13 |
| 11   | 前行！泥泞之路       | 白糖、小青、幼儿时期的武崧、幼儿时期的大飞、幼儿时期的明月、叽里咕噜、云忧谷主、郑三宝、傀儡师、提线猫                                 | 身宗咚呛镇         | 袁歪歪               | 曲星历                         | 2018-07-16 |
| 12   | 飘荡！               | 白糖、小青、幼儿时期的武崧、幼儿时期的大飞、幼儿时期的明月、忠、悠狸、馄炖老王                                                         | 身宗咚呛镇         | 许刚、马欢乐         | 许刚                           | 2018-07-16 |
| 13   | 曲折！峰回路转的相遇 | 白糖、小青、幼儿时期的武崧、幼儿时期的大飞、幼儿时期的明月、悠狸、笑面书生、神算子、金婆婆、银婆婆                                     | 身宗咚呛镇         | 马欢乐               | 陈芮                           | 2018-07-17 |
| 14   | 苦楚！大相径庭       | 白糖、小青、幼儿时期的武崧、幼儿时期的大飞、幼儿时期的明月、悠狸、叽里咕噜、银婆婆                                                     | 身宗咚呛镇         | 郝静伟、马欢乐       | 付焱                           | 2018-07-17 |
| 15   | 惑起星罗堂！         | 白糖、小青、幼儿时期的武崧、幼儿时期的大飞、幼儿时期的明月、悠狸、叽里咕噜、荣光、金婆婆、银婆婆、笑面书生、神算子、白童子             | 身宗咚呛镇         | 郝静伟               | 李亮                           | 2018-07-18 |
| 16   | 汗滴骄阳！           | 白糖、小青、幼儿时期的武崧、幼儿时期的大飞、幼儿时期的明月、悠狸、叽里咕噜、银婆婆、笑面书生、神算子                                   | 身宗咚呛镇         | 马欢乐               | 王亚赛                         | 2018-07-18 |
| 17   | 梅花香自苦与寒！     | 白糖、小青、幼儿时期的武崧、幼儿时期的大飞、幼儿时期的明月、悠狸、叽里咕噜、银婆婆、笑面书生、神算子、萌萌                             | 身宗咚呛镇         | 马欢乐               | 邓岁星                         | 2018-07-19 |
| 18   | 黑白漩涡！           | 白糖、小青、幼儿时期的武崧、幼儿时期的大飞、幼儿时期的明月、悠狸、叽里咕噜、银婆婆、笑面书生、神算子、萌萌、饭店老板、澡堂壮公猫       | 身宗咚呛镇         | 王执杰、袁歪歪       | 杨春雨                         | 2018-07-19 |
| 19   | 彷徨！是非歧路       | 白糖、小青、幼儿时期的武崧、幼儿时期的大飞、幼儿时期的明月、悠狸、银婆婆、笑面书生、神算子、萌萌、澡堂壮公猫                           | 身宗咚呛镇         | 王执杰、袁歪歪       | 董鳞鳞                         | 2018-07-20 |
| 20   | 前路！喜忧参半       | 白糖、小青、幼儿时期的武崧、幼儿时期的大飞、幼儿时期的明月、悠狸、银婆婆、笑面书生、神算子、茶馆老板、黑童子、白童子                   | 身宗咚呛镇         | 秦文懦               | 曲星历                         | 2018-07-20 |
| 21   | 望眼欲穿！           | 白糖、小青、幼儿时期的武崧、幼儿时期的大飞、幼儿时期的明月、悠狸、银婆婆、笑面书生、神算子、茶馆老板、黑童子、白童子                   | 身宗咚呛镇         | 马欢乐               | 李亮                           | 2018-07-23 |
| 22   | 雾浓不知处！         | 白糖、幼儿时期的武崧、幼儿时期的大飞、幼儿时期的明月、悠狸、银婆婆、笑面书生、神算子、茶馆老板、叽里咕噜、白童子                       | 身宗咚呛镇         | 谢筱禹               | 杨焕声、吴伟杰                 | 2018-07-23 |
| 23   | 幽谷疑踪！           | 白糖、悠狸、黑童子、白童子、小明月、总管、青龙、白虎、朱雀、玄武、修                                                                   | 云忧谷             | 谢筱禹               | 王亚赛                         | 2018-07-24 |
| 24   | 攀上不正冠！         | 白糖、云忧谷主、明月、幼儿时期的明月、悠狸                                                                                             | 云忧谷             | 谢筱禹               | 曲星历                         | 2018-07-24 |
| 25   | 信念的重量！         | 白糖、幼儿时期的武崧、幼儿时期的大飞、明月、悠狸、叽里咕噜、银婆婆、黑童子、白童子、总管、青龙、白虎、朱雀、墨邪、玄武                 | 云忧谷             | 谢筱禹               | 王亚赛                         | 2018-07-25 |
| 26   | 阴霾绝地！           | 无情、烛龙、句芒、刑天、铁爪五能、阿摩罗、灵钻、欢欢、幻夜、黯                                                                         | 阴霾山谷           | 许刚                 | 许刚                           | 2018-07-25 |
| 27   | 突变！聚拢的阴云     | 白糖、小青、武崧、大飞、明月、悠狸、银婆婆、笑面书生、神算子                                                                           | 身宗咚呛镇         | 郝静伟、秦文懦       | 付焱                           | 2018-07-26 |
| 28   | 抉择之痛！           | 白糖、小青、武崧、大飞、明月、悠狸、银婆婆、笑面书生、神算子                                                                           | 身宗咚呛镇城门附近 | 马欢乐               | 邓岁星                         | 2018-07-26 |
| 29   | 纯净的韵力！         | 白糖、小青、武崧、大飞、明月、悠狸、银婆婆、叽里咕噜、云忧谷主                                                                         | 身宗咚呛镇城门附近 | 王执杰、袁歪歪       | 杨焕声、吴伟杰                 | 2018-07-26 |
| 30   | 花亭折柳声！         | 白糖、小青、武崧、大飞、明月、荣光、笑面书生、神算子、悠狸、银婆婆、叽里咕噜、路奇、云忧谷主                                           | 身宗咚呛镇         | 王执杰、袁歪歪       | 沈飞腾                         | 2018-07-26 |
| 31   | 初入！梦寐之乡       | 白糖、小青、武崧、大飞、小青、墨邪、墨兰、月澹台、胖文的父母、双胞胎、城门守卫                                                         | 身宗外城           | 郝静伟、秦文懦       | 顾校军                         | 2018-07-30 |
| 32   | 循规蹈矩！           | 白糖、小青、武崧、大飞、小青、巡查员甲与乙、城门守卫、绒嬷嬷、胖文的父母                                                               | 身宗外城           | 马欢乐               | 沈飞腾                         | 2018-07-30 |
| 33   | 大开眼界的身宗！     | 白糖、小青、武崧、大飞、小青、绒嬷嬷、侍女                                                                                             | 身宗内城           | 袁歪歪               | 付焱                           | 2018-07-31 |
| 34   | 傲慢与哀怨！         | 白糖、小青、武崧、大飞、小青、墨邪、墨紫、绒嬷嬷、雪沧原、侍女                                                                         | 身宗内城           | 王执杰               | 邓岁星                         | 2018-07-31 |
| 35   | 鸣声萦绕！           | 白糖、小青、武崧、大飞、小青、墨紫、绒嬷嬷                                                                                             | 身宗内城           | 王执杰               | 曲星历                         | 2018-08-01 |
| 36   | 倦鸟归巢！           | 白糖、小青、武崧、大飞、小青、墨邪、墨紫、绒嬷嬷、花落雨、风浮生、雪沧原                                                               | 身宗内城           | 袁歪歪               | 董鳞鳞、陈凯、胡超杰           | 2018-08-01 |
| 37   | 心之屏障！           | 白糖、小青、武崧、大飞、小青、墨邪、墨紫、绒嬷嬷、花落雨、风浮生、雪沧原、黯（小黑）                                                   | 身宗内城           | 郝静伟、秦文懦       | 杨焕声                         | 2018-08-02 |
| 38   | 矩步方行！立身之本   | 白糖、小青、武崧、大飞、小青、绒嬷嬷、墨邪、墨紫、花落雨、风浮生                                                                       | 身宗内城           | 马欢乐               | 吴伟杰                         | 2018-08-02 |
| 39   | 混沌暗潜！           | 白糖、小青、武崧、大飞、小青、绒嬷嬷、墨邪                                                                                             | 身宗内城           | 马欢乐               | 顾校军                         | 2018-08-03 |
| 40   | 遗忘的过去！         | 白糖、小青、武崧、大飞、小青、绒嬷嬷、墨兰、墨邪、墨紫、风浮生                                                                         | 身宗内城           |                      |                                | 2018-08-03 |
| 41   | 信任的枷锁！         | 白糖、小青、武崧、大飞、小青、、黯（小黑）墨兰、墨邪、墨紫、绒嬷嬷、月澹台                                                             | 身宗内城           | 许刚                 | 许刚                           | 2018-08-06 |
| 42   | 玄机暗藏疑窦生！     | 白糖、小青、武崧、大飞、小青、黯（小黑）、墨兰、墨邪、墨紫、绒嬷嬷、月澹台、雪沧原、无情、烛龙、句芒、刑天                             | 身宗内城           | 袁歪歪               | 高庆                           | 2018-08-06 |
| 43   | 暗潮凭风上！         | 白糖、小青、武崧、大飞、小青、黯（小黑）、墨兰、墨提、墨问、墨听、墨邪、墨紫、绒嬷嬷、月澹台、雪沧原、花落雨、无情、烛龙、句芒、刑天   | 身宗内城           | 秦文懦               | 九颗星                         | 2018-08-07 |
| 44   | 无解的封锁！         | 白糖、小青、武崧、大飞、小青、墨兰、墨提、墨问、墨听、墨邪、墨紫、绒嬷嬷、银婆婆                                                       | 身宗内城           | 秦文懦               | 高庆                           | 2018-08-07 |
| 45   | 变化的䪨力！         | 白糖、武崧、大飞、绒嬷嬷、雪沧原、花落雨、双胞胎、风浮生、月澹台                                                                       | 身宗内城           | 谢筱禹               | 沈飞腾                         | 2018-08-08 |
| 46   | 不可触碰之物！       | 白糖、小青、武崧、大飞、小青、墨邪、墨紫、绒嬷嬷                                                                                       | 身宗内城           | 谢筱禹               | 付焱                           | 2018-08-08 |
| 47   | 激荡！不融的存在     | 白糖、武崧、大飞、小青、墨兰、墨紫、墨邪、雨师、墨提、无情                                                                             | 身宗内城           | 谢筱禹               | 李骞                           | 2018-08-09 |
| 48   | 决战！矛盾的共舞     | 白糖、武崧、大飞、小青、墨兰、墨紫、莫邪、无情、烛龙、句芒、刑天、黯                                                                   | 身宗内城           | 谢筱禹               | 高庆                           | 2018-08-09 |
| 49   | 宗主之力             | 白糖、小青、武崧、大飞、小青、墨兰、墨问、墨邪、墨紫、绒嬷嬷、月澹台、无情、烛龙、句芒、刑天                                           | 身宗内城           | 谢筱禹               | 高庆、胡超杰                   | 2018-08-10 |
| 50   | 千钧一发！           | 白糖、小青、武崧、大飞、小青、墨兰、墨邪、墨紫、无情、烛龙、句芒、刑天                                                                 | 身宗内城           | 谢筱禹               | 杨焕声、吴伟杰、简嘉宝、胡超杰 | 2018-08-10 |
| 51   | 黄雀在后！           | 白糖、小青、武崧、大飞、小青、墨邪、墨兰、无情、烛龙、句芒、刑天                                                                       | 身宗内城           | 谢筱禹               | 邓岁星                         | 2018-08-13 |
| 52   | 妈妈                 | 白糖、小青、武崧、大飞、小青、墨兰、绒嬷嬷、海漂、毛先生、郑三宝                                                                       | 身宗内城           | 许刚、袁歪歪         | 许刚                           | 2018-08-13 |

## 播出时间
以下播出时间仅供参考,如有变更,请以实际播出时间为准。

### 电视台
| 频道                   | 播出时间 | 备注       |
| 北京电视台卡酷少儿频道 | 19:20    | 周一至周五 |

### 海外频道
| 频道        | 播出时间            | 备注                               |
| Astro小太阳 | 10:30、17:00、21:00 | 前者为首播时间段，后者为重播时间段 |
| Astro AEC   | 20:30               | 周六至周日                         |

### 网络频道
| 频道     | 更新时间 | 备注         |
| 优酷     | 20:00    | 周一至周五   |
| 芒果TV   | 20:00    | 周一至周五   |
| 咪咕视频 | 20:00    | 周一至周五   |
| 腾讯视频 |          | 延迟更新两集 |

## 播出状况
- 2018年4月，该动画片的制作商在参加中国国际动漫节时表示《京剧猫之乘风破浪》将在今年暑假期间上映。[4]
- 2018年7月9日，动画片《京剧猫之乘风破浪》收视率位于「中国大陆前30名电视动画片排名榜（17时至23时）」首位。收视率在17时至19时30分期间达到1.37%，在19时30分至23时期间达到1.54%[7]
- 2018年3月，《京剧猫》在马来西亚的Astro小太阳频道上正式播出，一周内的收视率达到1.9%。

## 相关事件
2018年8月，璀璨星空文化传播有限公司称将在广东省知名温泉旅游县内建设以「京剧猫文化小镇」为题的主题乐园，并表示已与当地政府制定了相关协议。

## 展会
以下展会时间仅供参考,如有变更,请以官方时间为准.
| 年份 | 月份 | 展会               | 展位    | 区域     | 备注  |
| ---- | ---- | ------------------ | ------- | -------- | ----- |
| 2018 | 7    | 上海 LEC全球授权展 | 2 -1B10 | 中国大陆 | [ 9 ] |